# Selena (película)
Selena es una película dramática musical biográfica estadounidense de 1997, escrita y dirigida por Gregory Nava. Esta retrata la vida y carrera de la cantante Selena Quintanilla Pérez, una artista que logró el reconocimiento musical en México y en las comunidades hispanas en los Estados Unidos, antes de ser asesinada a los 23 años de edad por Yolanda Saldívar, la presidente de su club de fans.
La película contó con las actuaciones de Jennifer Lopez, Edward James Olmos y Constance Marie. El productor ejecutivo de la cinta fue Abraham Quintanilla, el padre de Selena.
En 2021, la película fue seleccionada para su conservación en el National Film Registry por la Biblioteca del Congreso de Estados Unidos, esto al ser «cultural, histórica o estéticamente significativa». El filme se relanzó en cines selectos de los Estados Unidos, el 7 de abril de 2022.

## Argumento

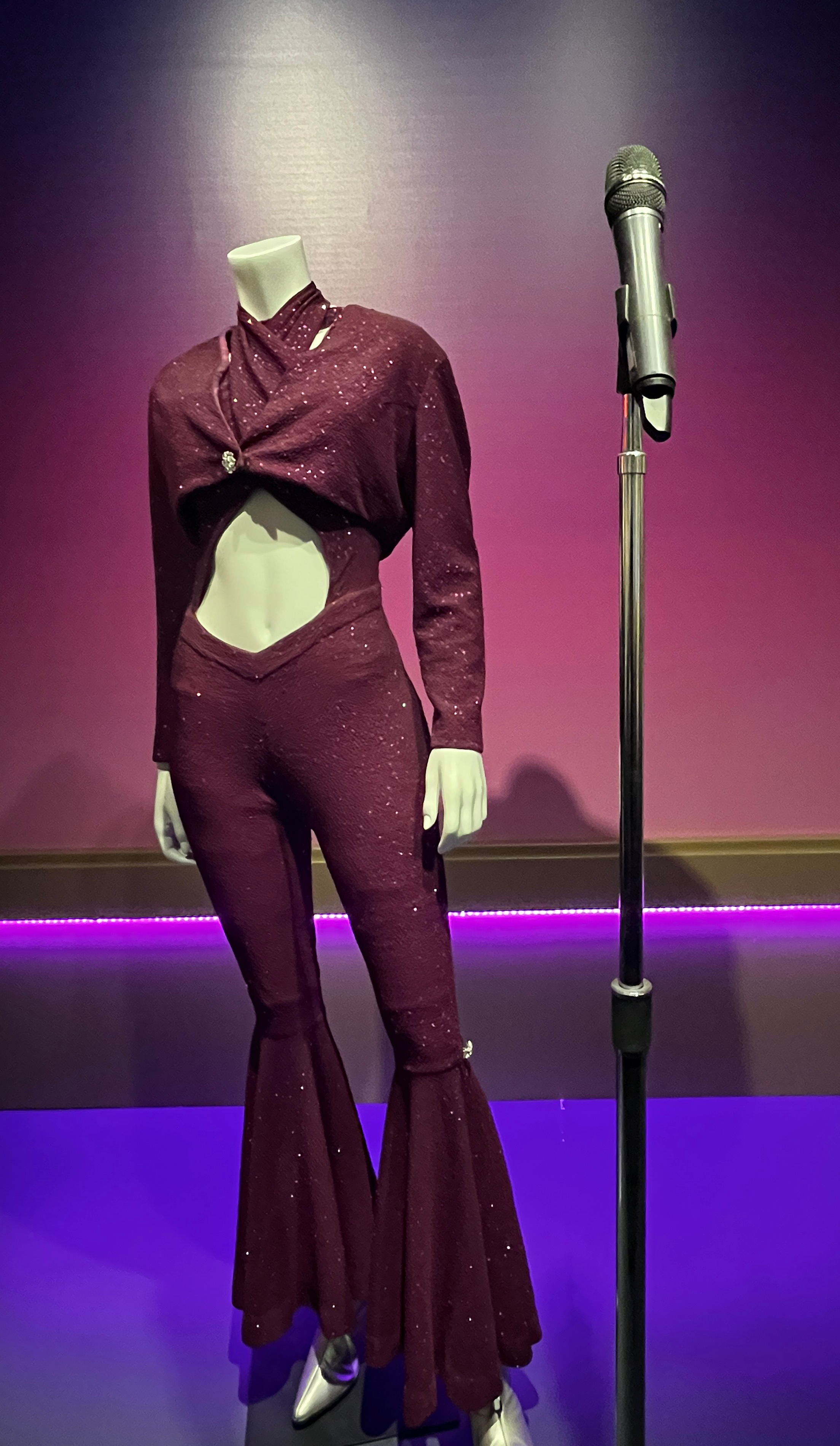
Réplica del traje que utilizó Selena. Este modelo fue usado en la cinta por Jennifer López para las escenas de su concierto en el Astrodome.

La película comienza con Selena, mientras se prepara para dar su último concierto en el estadio Astrodome de Houston Texas el 26 de febrero de 1995. Luego de darse una vuelta por todo el recinto, sube al escenario y empieza a cantar un popurrí de éxitos de música disco. La película luego hace un flash back a 1961, cuando de joven Abraham Quintanilla lucha por encontrar el éxito con su banda, "Los Dinos". Ellos fueron contratados para cantar en un Club Tejano, pero son abucheados por cantar solo en inglés. Luego la historia avanza hacia 1981, Abraham está casado y tiene tres hijos. Dado que nunca perdió su deseo de unirse a la industria de la música, percibe una nueva oportunidad para iniciar una banda cuando escucha cantar a su hija de nueve años, Selena (Rebecca Lee Meza), él pone a practicar a Selena y sus hermanos canciones, sin embargo ellos deseaban ir a jugar. Selena junto con sus hermanos Susette y Abraham dan su primera representación en el nuevo restaurante de su padre llamado "Papa Gayo's", donde cantan Over the Rainbow. Cuando la familia va a la quiebra, se pierde el restaurante y se van a vivir con el hermano de Abraham Quintanilla en Corpus Christi.
Durante los primeros años de Selena y Los Dinos, estos tropiezan con una u otra, una provocada por el hecho que música tejana está dominada por los hombres, y otra por las protestas iniciales de Marcella, la madre de Selena, que quería una vida simple para sus hijos. En 1989, cuando Selena ya tenía 18 años, inicia la incorporación de movimientos de baile de moda y su vestuario provocativo, conformado por un sujetador que ella llama "Bustier". Esto rápidamente capta la atención del público especialmente el de los hombres, muy a pesar del sobreprotector padre que no ve con buenos ojos esa forma de vestir.
Con el aumento de su popularidad, la banda da la bienvenida a un nuevo guitarrista de Heavy metal, Chris Pérez. Selena siente una atracción inmediata hacia el, pero lo mantiene oculto de su papá Abraham. 
Selena quiere incursionar en México, y su entrada para ese país es Monterrey. Debido a sus experiencias en la década de 1960, Abraham le explica a su hija que debe hablar perfecto el idioma español, de lo contrario, los mexicanos no la aceptarán plenamente como una artista. Selena, no obstante, tiene confianza y le dice a su padre que ella «puede hacerlo». Ya estando allá realizan una conferencia de prensa, ella al entrar a la conferencia saluda calurosamente a los periodistas reunidos ahí, luego Selena empieza a responder las preguntas, cuando una reportera le pregunta "¿Cómo te sientes en tu primera visita a México?". Ella le quiere decir a la reportera que su experiencia en México ha sido muy "emocionante", en su lugar ella dice "excited" en inglés, lo cual causa risas en los periodistas.
El principal conflicto de la película surge con la negación de la relación de Selena y Chris por parte de Abraham. Él se niega a que ellos estén juntos debido a que él tiene temor a que Chris, y su estilo de vida pobre y rebelde, empañe la reputación de Selena; y de romper el fuerte vínculo de la familia. Todo esto ocurre cuando Abraham ve a Selena y Chris abrazados en el autobús. Todo esto origina que Abraham eche a Chris del grupo y que le prohíba a Selena verlo, sin embargo, cuando Selena y Chris se casan a escondidas, obligó a Abraham a aceptar su relación de pareja.
Selena abre su boutique Selena Etc. cuyo cargo deja a Yolanda Saldívar, la administradora de su club de fanes.
Aunque ella era conocida en la comunidad latina de Estados Unidos, no muchos en general sabían de ella y esto es visto cuando ella y su amiga en una tienda de Los Ángeles quieren comprar un vestido. Ellas preguntan el precio de un vestido, y la vendedora les responde que el vestido cuesta 800 dólares y que no les interesaba, Selena disgustada pide que le saque el vestido de maniquí, cuando Selena le está probando el vestido a su amiga, los trabajadores latinos de cerca la reconocen y se forma una gran multitud dentro de la tienda. Selena está emocionada y con mucho gusto da su autógrafo para cada uno de sus fanes. La vendedora que trato mal a Selena anteriormente, queda sorprendida por la fama de esta chica. Su amiga que tenía puesto el vestido le dice que no le gusta, Selena al verla tampoco le gusta, entonces le dice a la vendedora "no queremos el vestido" con una mirada de orgullo.
Selena gana un Grammy por su álbum Selena Live! y hace su primer desfile de moda. Luego, empezando a grabar su primer disco en inglés, Dreaming of You, Selena graba la canción "I could fall in love".
Abraham Quintanilla se da cuenta de que Yolanda Saldívar roba el dinero del club de fanes, él se lo cuenta a Selena, y los dos muy molestos deciden hacerle frente a Yolanda. Ella niega los cargos y dice que sería incapaz de robarle a Selena porque "la quiere mucho". Luego la película salta al concierto del Astrodome donde Selena está cantando "Si una vez".
Tras el concierto, Selena le dice a sus madre sobre los planes de ella y Chris de tener una familia juntos. Pero sin embargo, Yolanda mata a Selena de un solo disparo. Después de que Yolanda es arrestada, se celebra una vigilia en memoria de la cantante, no mucho después de los eventos.

## Reparto
- Jennifer Lopez como Selena
  - Rebecca Lee Meza como Selena de niña
- Jackie Guerra como Suzette Quintanilla
  - Victoria Elena Flores como Suzette de niña
- Constance Marie como Marcela Quintanilla
- Alex Meneses como Sara
- Jon Seda como Chris Pérez
- Edward James Olmos como Abraham Quintanilla
- Jacob Vargas como A.B. Quintanilla
  - Rafael Tamayo como A.B Quintanilla de niño
- Lupe Ontiveros como Yolanda Saldívar
- Pete Astudillo como él mismo
- Ruben Gonzáles como Joe Ojeda
- Panchito Gómez como Abraham Quintanilla de joven
- Seidy López como Deborah

## Producción

### Música
Para esta película, Jennifer López tuvo que aprender el idioma español. En un primer momento se pensó que la actriz cantaría las canciones de Selena, pero al ser tan reciente la muerte de la misma, el público no lo iba a aceptar, por lo que se decidió usar grabaciones de Selena en concierto. 
Las canciones en vivo que se usaron en el montaje fueron:
- Como la flor (de un concierto en Corpus Christi - 1993).
- La carcacha (de un concierto en Corpus Christi - 1993).
- Disco Medley (del concierto en el Astrodome - 1995).
- Baila esta Cumbia (del concierto en el Astrodome - 1995).
- Bidi Bidi Bom Bom (del concierto en el Astrodome - 1995).
- Si una vez (del concierto en el Astrodome - 1995).
- No me queda más (del concierto en el Astrodome - 1995).

También algunas canciones de sus discos se cambiaron para que parezcan en vivo como en la escena cuando la niña Selena se presentaba en una feria cantando Regresa a mí, y en la escena cuando la canción Como la Flor llega a ser la número uno. Para la recreación de la escena de grabación del disco en inglés, usaron la canción I could fall in love.

### Vestuario
Elisabeta Beraldo fue la diseñadora que se encargó de recrear el vestuario de Selena, partiendo de fotos y videos de la misma, se recreó casi todo el vestuario de Selena, pero al final solo se usó la ropa que quedaba mejor en la filmación y en donde Jennifer se sentía cómoda.

## Premios
Nominaciones
- Globos de Oro: Mejor actriz - Comedia o musical: Jennifer Lopez.
- Premios ALMA: La película fue nominada para seis premios ALMA, y ganó cuatro.
- Premios Grammy: Mejor Composición Instrumental, Dave Grusin.
- MTV Movie Awards: Mejor Actriz Revelación: Jennifer Lopez.